# José Ángel Crespo
José Ángel Crespo Rincón (Sevilla, 1987. február 9. –) spanyol labdarúgó. Jelenleg a PAÓK PAE hátvédje.

## Klubcsapatokban
74-szer lépett pályára a La Ligaban a Sevilla, a Racing Santander, a Córdoba és a Rayo Vallecano színeiben, valamint rövid időszakokban a Serie A-ban a Bologna, továbbá a Premier League-ben az Aston Villaval. A görög PAÓK PAE csapatával egy görögországi Szuperligát és négy kupát nyert.

## A válogatottban
A spanyol válogatottban 5 mérkőzésen szerepelt.